# Кіпі
Кі́пі (ест. Kipi küla) — село в Естонії, у волості Ляене-Сааре повіту Сааремаа.

## Населення
Чисельність населення на 31 грудня 2011 року становила 35 осіб.

## Географія
Кіпі межує з селом Коові.
Через село проходить автошлях 102 (Мустьяла — Кігелконна — Тегумарді).

## Історія
Історично Кіпі належало до приходу Кігелконна (Kihelkonna kihelkond).
До 12 грудня 2014 року село входило до складу волості Люманда.

## Туристичні пам'ятки
У селі на фермі Капа діє зоосад.